# Rosa agrestis
Rosa agrestis é uma espécie de planta com flor pertencente à família Rosaceae. 
A autoridade científica da espécie é Savi, tendo sido publicada em Flora Pisana 1: 475. 1798.

## Portugal
Trata-se de uma espécie presente no território português, nomeadamente em Portugal Continental.
Em termos de naturalidade é nativa da região atrás indicada.

## Protecção
Não se encontra protegida por legislação portuguesa ou da Comunidade Europeia.